# Christian Weber (Brigadeführer)
Pour les articles homonymes, voir Christian Weber et Weber.
Christian Weber (25 août 1883 à Polsingen - 11 mai 1945 dans le Jura souabe) est un Alter Kämpfer et un général SS. 

## Biographie
Avec Emil Maurice, Ulrich Graf et Max Amann, Christian Weber, simple videur dans un bar est l'un des premiers associés politiques d'Hitler. Toujours prêt à se battre, Weber portait une cravache (fouet), une habitude qui est partagée par Hitler durant les débuts du mouvement nazi. Otto Strasser a plus tard affirmé que Weber était aussi un proxénète à cette époque, qu'il a dénoncé comme une « créature de singe » et  « le plus méprisable des sous-fifres d'Hitler ». À la fin de l'année 1921, Weber accompagne Hitler lors d'une attaque contre une réunion du Bayernbund (une organisation politique dirigé par Otto Ballerstedt) pour les empêcher de faire leur conférence. Hitler blesse gravement Ballerstedt lors de cette confrontation ce qui le conduit à purger un mois de prison. Avant 1923, Weber a perdu un œil et portait souvent une paire de lunettes spécialement fabriquée pour l'occasion. 
Après le putsch de la Brasserie en 1923, Weber, alors marchand de chevaux, se vit réclamer 1 000 dollars par Hitler après avoir racheté la dette à Ernst Hanfstaengl. Weber a insisté pour qu'Hitler paie la dette. Les deux sont restés proches et Hanfstaengl a prétendit plus tard que Weber était l'un des rares à pouvoir se moquer de Mein Kampf en compagnie d'Hitler. 
Conseiller municipal de Munich, il était en fait le chef de la ville après la prise de pouvoir nazie en 1933. Weber est devenu une personne détestée dans la ville, en particulier de la part des classes moyennes et était soupçonné de corruption car on se demandait comment il était devenu propriétaire d'un certain nombre d'hôtels, de villas, de stations-service, d'une brasserie, de l'hippodrome de la ville et du service de bus ainsi que d'une maison dans la Munich Residenz. Il devient président du Reichsjagdmuseum et de la Ligue des propriétaires allemands d'écuries. En 1934, pendant la Nuit des longs couteaux, Weber faisait partie des SS qui se sont rendus à Bad Wiessee pour éliminer la Sturmabteilung (SA). Hitler l'a personnellement récompensé pour son engagement en le promouvant au grade de SS-Oberführer.   
De 1936 à 1939, Weber a organisé la célèbre Nuit des Amazones (en allemand : Nacht der Amazonen) au Château de Nymphenburg, qui présentait des défilés de filles de variétés seins nus, vêtues uniquement de culottes.  
Toujours à la recherche d'une occasion de s'enrichir, Weber était présent durant la Nuit de Cristal et y emmène un groupe de SS, dont Hermann Fegelein, à Planegg où ils ont saccagé le domaine du noble juif Rudolf Hirsch. Le domaine est finalement passé en possession de Weber. 
Weber s'est également occupé de la sécurité des personnalités nazies à Munich, bien qu'il ait reçu des critiques à ce sujet lorsque ses plans n'ont pas empêché l'attentat à la bombe de Georg Elser le 8 novembre 1939, qui a menacé la vie d'Hitler et celles d'un certain nombre d'autres nazis de premier plan, dont Heinrich Himmler et Alfred Rosenberg. Malgré cela, Weber reste important à Munich, si bien que le Gauleiter Paul Giesler soit un rival. Les deux s'affrontent en 1943 au sujet de la poursuite des courses de chevaux dans la ville et le différend est finalement porté devant Hitler, où Giesler soutient qu'il devrait être interdit car il n'est pas propice à une guerre totale. Hitler était d'accord en principe avec Giesler mais, par respect pour son camarade Alter Kämpfer, il n'autorisa la poursuite des courses qu'à la Theresienwiese. 

## Décès
Lorsque les Américains ont vu Weber à Buchow près de Starnberg, ils ont suspecté son appartenance au régime nazi du fait de sa corpulence. Ils l'ont envoyé à Ulm. Lors du transfert vers le camp de Heilbronn, la remorque du camion américain s'est retournée dans un petit village, Weber a subi des blessures mortelles dans l'accident,. Il était allongé au bord de la route, la poitrine écrasée. Le lendemain, son corps a été enterré dans une fosse commune à Heilbronn. Weber y disparu.